# لخبة عزلاء
اللخبة العزلاء (الاسم العلمي:Livistona inermis) هي نوع من النباتات تتبع جنس اللخب من الفصيلة الفوفلية.